# Bobby Wood
Bobby Shou Wood (ur. 15 listopada 1992 w Honolulu) – amerykański piłkarz występujący na pozycji napastnika w klubie New England Revolution oraz w reprezentacji Stanów Zjednoczonych. Wychowanek TSV 1860 Monachium, w swojej karierze grał także w Erzgebirge Aue, Unionie Berlin, Hamburgerze SV, Hannoverze 96, Real Salt Lake i Real Monarchs. 1 lipca 2016 roku trafi do Hamburgera SV, gdzie w debiucie zdobył bramkę.